# ماتياس شميت
ماتياس شميت (بالألمانية: Matthias Schmidt)‏ هو مؤرخ ألماني، ولد في 1952.